# Wojownik (Skopje)
Wojownik – pomnik w Skopju odsłonięty w 2012 roku, będący częścią projektu „Skopje 2014”. Oficjalnie pomnik nazywany jest po prostu „wojownikiem”, jednak rzeźba przedstawia starożytnego władcę Macedonii Filipa II Macedońskiego. Oficjalna nazwa jest efektem wieloletniego sporu pomiędzy rządami Grecji i Macedonii o nazwę tego drugiego kraju oraz o prawo do dziedzictwa kulturowego i historycznego starożytnej Macedonii.

## Opis
Pomnik przedstawia wojownika z lewą dłonią opartą na mieczu i prawą ręką wzniesioną ku niebu z zaciśniętą pięścią; 13-metrowa postać jest umieszczona na 18-metrowym cokole, pokrytym marmurem i brązowymi reliefami. Rzeźbę otaczają cztery fontanny. Postać wojownika jest zwrócona twarzą w kierunku drugiego posągu, znajdującego się nieopodal, oficjalnie nazwanego „wojownikiem na koniu”.
Koszt inwestycji jest nieznany, według niezależnych szacunków wyniósł 9 mln euro.